# 卡洛·塔基尼
卡洛·塔基尼（義大利語：Carlo Tacchini，1995年1月25日—），意大利男子皮划艇运动员，2023年欧洲运动会男子双人划艇500米金牌得主、2024年夏季奥林匹克运动会男子双人划艇500米银牌得主。